# Родословно дърво Сципион-Павел-Гракх
Това е Родословното дърво Сципион-Павел-Гракх (Scipio-Paullus-Gracchus; Scipiones-Paulli-Gracchi) на римските фамилии Сципиони, Павел и Гракхи.
(всички дати са пр.н.е.; к. = консул)
- Луций Корнелий Сципион Барбат (консул 298)
  - Луций Корнелий Сципион (259)
    - Гней Корнелий Сципион Калв (222; + 211)
    - Публий Корнелий Сципион Назика (* 227; к. 191)
      - Публий Корнелий Сципион Назика Коркул (162) – Корнелия Старша
        - Публий Корнелий Сципион Назика Серапион (консул 138)

    - Публий Корнелий Сципион (218) – Помпония
      - Публий Корнелий Сципион Африкански Старши (205 и 194) – Емилия Паула
        - Корнелия Африканска Старша
        - Луций Корнелий Сципион (претор 174)
        - Корнелия Африканска Младша – Тиберий Семпроний Гракх (к. 177 и 163)
          -             - Тиберий Семпроний Гракх (к.132) – 1. Клавдия Пулхра – 2. Семпрония
              - 3 деца (умират малки) от Клавдия Пулхра (дъщеря на Апий Клавдий Пулхер)

            - Гай Семпроний Гракх (к.121) – Лициния Краса Млада (дъщеря на Публий Лициний Крас Муциан)
              -                 - Семпрония – Марк Фулвий Бамбалион
                  - Публий Клодий Пулхер – Фулвия (Фулвия – Марк Антоний)

            - Семпрония – Публий Корнелий Сципион Емилий Африкански Младши (к. 147 и 134)

        - Публий Корнелий Сципион (авгур) – Семпрония
          - ос. Сципион Емилий Африкански Младши (к. 147 и 134)

      - Луций Корнелий Сципион Азиатски (к. 190)
        - Луций Корнелий Сципион (квестор 167)
- Луций Емилий Павел (к. 219)
  - Емилия Паула – Публий Корнелий Сципион Африкански Старши (205 и 194)
  - Луций Емилий Павел Македоник (к. 182 и 168) – 1. жена – 2. жена Папирия
    - от 1. жена:
    - 2 сина, умират млалки
    - от 2 жена Папирия:
    - Сципион Емилий Африкански Младши (от 2 жена), (к. 147 и 134), (ос. от Публий Корнелий Сципион (авгур) – Семпрония
    - Емилия I – Марк Порций Катон Лициниан (син на Катон Стари)
    - Емилия Паула Секунда II – Луций Елий Туберон
    - Квинт Фабий Максим Емилиан (осиновен от Фабий Максим)